# Базионим
Базио́ним (лат. basionym, от греч. βασις — основание и ωνυμα — имя) или базоним названия биологического таксона — в ботанике первоначальное название таксона, которое в настоящий момент заменено другим, с использованием той же основы или эпитета, по причине изменения систематического положения и (или) ранга таксона.
Другими словами, базионим — первоначальное название биологического таксона, на котором базируется нынешнее.

## Примеры
Пример 1. Изменение родовой принадлежности вида с сохранением видового эпитета.
Вид травянистых растений, известный ныне под названием Petasites hybridus, был первоначально помещён Карлом Линнеем в род Мать-и-мачеха (Tussilago) под названием Tussilago hybrida. Позже Йозеф Гертнер совместно с другими авторами отнесли этот вид к роду Белокопытник (Petasites) и действительно обнародовали новое сочетание — Petasites hybridus (L.) G.Gaertn., B.Mey. & Scherb.
 В этом случае название Tussilago hybrida L. является базионимом названия Petasites hybridus (L.) G.Gaertn., B.Mey. & Scherb.
Пример 2. При повышении ранга вида до рода, при котором в качестве названия рода принимается эпитет названия данного вида, название вида является базионимом для названия рода.
Вид травянистых растений Senecio jacobaea (Крестовник Якова) и несколько других сходных видов крестовника сейчас выделены в отдельный род Jacobaea (Якобея).
 В этом случае название Senecio jacobaea L. является базионимом названия Jacobaea Mill.